# Marija Kirilenko
Marija Jurjevna Kirilenko [maríja júrjevna kirilénko] (rusko Мари́я Ю́рьевна Кириле́нко), ruska tenisačica, * 25. januar 1987, Moskva, Rusija.